# Phanogomphus australis
Phanogomphus australis is een echte libel uit de familie van de rombouten (Gomphidae).
De wetenschappelijke naam van de soort werd in 1897 als Gomphus australis gepubliceerd door James George Needham.